# Julian Cope
Julian Cope, all'anagrafe Julian David Cope (Caerphilly, 21 ottobre 1957), è un cantante, chitarrista, scrittore, musicologo, bassista, produttore discografico e antiquario gallese.
È inoltre poeta e commentatore culturale.
Nel 1978 è stato il fondatore del gruppo post-punk di Liverpool The Teardrop Explodes, di cui era anche cantante ed autore. La sua carriera continuò poi come solista, prendendo parte anche a progetti paralleli come Queen Elizabeth, Brain Donor e Black Sheep.
Cope è inoltre conosciuto come studioso delle civiltà neolitiche, attivista politico culturale e un critico feroce della società occidentale contemporanea (con interessi specifici su occultismo, paganesimo e culti religiosi). Come commentatore culturale, ha scritto in forma autobiografica Head-On (1994) e Repossessed (1999); ha scritto inoltre due volumi di archeologia dal titolo The Modern Antiquarian (1998) e The Megalithic European (2004); come musicologo ha scritto Krautrocksampler (1995), Japrocksampler (2007) e Detroitrocksampler.

## Biografia

### Infanzia
Nato in una cittadina del Glamorgan, in Galles, passa i suoi primi anni di vita a Wales, nel South Yorkshire (Inghilterra). La prima parte della sua infanzia la trascorre a Bargoed, un paesino del Galles adiacente ad Aberfan: fu proprio il disastro delle miniere di Aberfan, in cui nel 1966 persero la vita 144 persone, un evento chiave della sua vita. In seguito la famiglia di Julian Cope si spostò a Tamworth nello Staffordshire, dove passò l'adolescenza. La sua carriera di musicista e autore iniziò al college di Liverpool.

### Cope come musicista (dal 1976)

#### I primi gruppi (1976-1977)
Nel giugno del 1977 forma i Crucial Three, una band punk-rock di cui Cope fu il bassista. Il gruppo lo vedeva inoltre assieme a Ian McCulloch futuro leader degli Echo & the Bunnymen e Peter Wylie dei futuri The Mighty Wah. Il gruppo si scioglie dopo 6 settimane senza aver pubblicato nulla. In seguito a questa esperienza, Julian Cope e Ian McCulloch formano prima gli UH? e poi gli A Shallow Madness, ed assieme a Wylie i Nova Mob. Le band avranno vita ancor più breve della prima. Fu però importante l'esperienza dei A Shallow Madness, in quanto si interruppe con il nuovo progetto di Ian McCulloch, gli Echo & the Bunnymen, generando dissapori fra i due che si rifletteranno poi anche in interviste pubbliche.

#### The Teardrop Explodes (1978-1983)
Nel 1978 Cope forma il gruppo The Teardrop Explodes (il nome del gruppo era preso da una striscia di Daredevil) con il batterista Gary Dwyer, Paul Simpson all'organo elettrico e alla chitarra Mick Finkler. Julian Cope oltre a scrivere i brani era bassista e cantante. Il gruppo delineò uno stile post punk con chiari riferimenti alla scena psichedelica dalla West Coast (per cui meritò il soprannome di bubblegum trance, divenendo parte della scena neopsichedelica di Liverpool. Nei cinque anni che seguirono Cope e Dwyer (eccezion fatta per David Balfe futuro tastierista e manager del gruppo) furono i due perni attorno ai quali si susseguirono diversi musicisti. I Teardrop riscossero un discreto consenso in particolare con i primi singoli Sleeping Gas e Treason e con l'album Kilimanjaro.
Il secondo album dal titolo Wilder spostò le proprie sonorità su tonalità più cupe ed oscure, senza perdere gli accenti psichedelici, ma senza ottenere il consenso di pubblico di Kilimanjaro.
Il gruppo si sciolse in seguito ai dissapori nati dal naufragio del terzo album che non venne mai realizzato.

#### Gli anni alla Mercury (1982-1985)
Nel 1982 Julian Cope, accompagnato dalla moglie Dorian Beslity, si trasferisce a Warwickshire. In seguito allo scioglimento dei Teardrop Explodies, Cope passa un periodo in solitudine ed isolamento per rigenerarsi dagli sforzi degli anni precedenti e in questo periodo accumula una collezione di giocattoli vintage. Gli eccessi di LSD del periodo Teardrop, il carattere eccentrico e la successiva ritirata portarono qualcuno a supporre lesioni cerebrali dovute all'abuso di acidi, come nei casi di Syd Barrett e Roky Erickson, una diceria che Cope impiegò molti anni per scrollarsi di dosso. Durante questo periodo conobbe Drayton Bassett, in arte Donald Ross Skinner con cui collaborerà per i successivi dodici anni.
Dal 1983 comincia a scrivere il suo album solista che pubblicherà nel 1984 con il titolo World Shut Your Mouth per la Mercury Records.
Dopo soli sei mesi esce il secondo disco per la Mercury Records dal titolo Fried, ma i dischi non ottennero il successo sperato, il cantante firmò quindi per la Island Records.

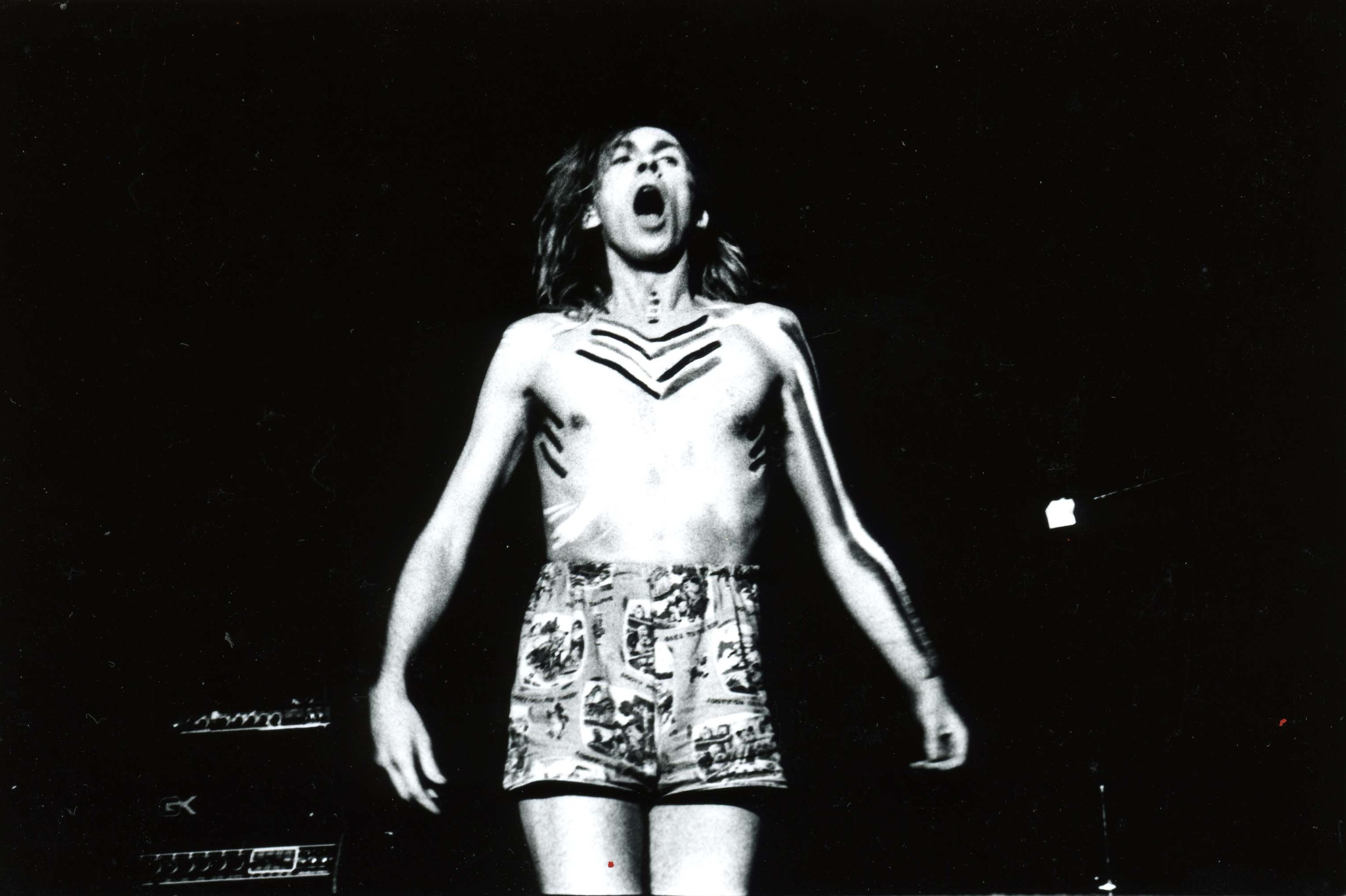
Julian Cope dal vivo

#### Gli anni alla Island (1986-1990)
Pubblica nel 1986 Saint Julian dal quale viene estratto il singolo World Shut Your Mouth, che sarà il suo massimo successo commerciale raggiungendo il 19º posto nella classifica inglese dei singoli e l'11º in quella degli album.
Nel 1988 è la volta di My Nation Underground con un successo minore, singolo estratto Charlotte Anne. Nel 1989 registra in privato ed in solo 2 giorni l'album Skellington, la casa discografica si rifiuta di pubblicarlo e l'autore si rivolge alla Zippo Records. Nascono profondi dissapori tra la Island Records e Cope tanto che la prima chiede il ritiro dell'album appena pubblicato. Cope rilancia pubblicando un altro album per la Zippo, Droolian, pochi mesi dopo e i cui ricavati sono destinati ad aiutare Roky Erickson appena finito in prigione.

#### Ancora alla Island (1991-1992) ed etichette minori (1993-1996)
Si rappacifica con la Island e nel 1991 pubblica il doppio Peggy Suicide. In questo periodo Cope partecipò attivamente alla protesta popolare contro la poll tax introdotta da Margaret Thatcher, fu immortalato nel documentario realizzato dalla BBC mentre partecipava a una marcia di protesta indossando un costume e circondato da poliziotti, un suo brano Soldier Blue era una critica verso la figura del poliziotto. In molti brani di quest'album Cope se la prendeva contro le religioni in generale, anche nel successivo Jehovahkill del 1992 le tematiche erano simili ma ancor più critiche verso il cristianesimo e dove comparivano riferimenti musicali al genere krautrock.
Ciò portò la Island a rescindere il contratto con l'artista malgrado il buon successo ottenuto dal disco e dal tour successivo. Firma con la Def American con la quale pubblica due album: Autogeddon e 20 Mothers. Scaricato dalla etichetta per non aver voluto suonare negli Stati Uniti si rivolge a una piccola etichetta, la Echo Records, con la quale pubblica Interpreter nel 1996.
Da questo momento Cope avrà una completa autonomia sulla realizzazione dei propri dischi. Crea il progetto sperimentale Queen Elizabeth con Thighpaulsandra dei Coil e degli Spiritualized e nel 1999 il trio hard rock Brain Donor.

#### Head Heritage, prima decade (1997-2006)
Dal 1997 Julian Cope inizia ad impostare la propria carriera musicale in nome di un'assoluta indipendenza dall'industria discografica mainstream, lanciando la sua Head Heritage organisation, con cui vuole combinare le attività di etichetta discografica, di sito web e di forum. Liberato dalle dispute e dalla necessità di ricerca di una carriera esterna, ha cominciato a dedicarsi completamente vari progetti collegati.
Le prime produzioni di Head Heritage come etichetta furono Rite 2 con Thighpaulsandra e il secondo album dei Queen Elizabeth dal titolo QE2: Elizabeth Vagina con cui torna a sperimentare sonorità legate al Cosmic rock.

### Cope come scrittore (dal 1992)

#### Autobiografie
Il primo libro scritto da Julian Cope con il titolo Head-On fu un'autobiografia che tratta gli anni dei Teardrop Explodes (1976/1982) fino allo scioglimento della band. A questo seguì a pochi anni di distanza Repossessed che copre gli anni successivi allo scioglimento (1983/1989) e la conseguente carriera solista di Cope. Entrambi i libri furono riuniti in un'edizione unica nel 2000 con il titolo Head-On/Repossessed.

#### Commentatore musicale
Fin dai tempi dei Teardrop Explodes, Cope (che era e sarà conosciuto per il suo carattere cupo) prese parte attiva nella riabilitazione critica di una figura come quella di Scott Walker. In seguito comporrà Fire Escape in the Sky: The Godlike Genius of Scott Walker, che venne prodotto dalla Zoo Records di Bill Drummond, che diede nuova linfa al lavoro di Walker risvegliandone l'interesse.
Nel 1996 pubblica il primo saggio dal titolo Krautrocksampler, dove analizza lo sviluppo del genere krautrock. Il libro viene apprezzato dalle riviste specializzate. Il Rolling Stone ne parla come "un libro scritto con passione e conoscenza"  ed ebbe recensioni entusiastiche da Magazine come Mojo, Sunday Times, The Wire. Negli anni seguenti, il libro fu pubblicato in inglese, francese e italiano.
Nell'ottobre 2007 è la volta di Japrocksampler, che reca il sottotitolo How the post war Japanese blew their minds on rock and roll. Scritto nello stesso stile di Krautrocksampler, il libro che vede una maggiore minuzia di dettagli del precedente, tratta il periodo che va dal 1951 al 1978. Anche questo fu ristampato in edizione italiana e giapponese.
Nel 2012 esce un terzo saggio Copendium An Expedition into the Rock 'n Roll Underworld, nel quale porta alla luce oscuri e negletti quanto sorprendenti capolavori krautrock, motorik e post-punk, stoner e doom metal, hair metal, ecc.., aggiungendo un'ulteriore pagina alla nuova tradizione rock.
Julian Cope inoltre nel suo Head Heritage tiene una rubrica dal titolo Address Drudion in cui ogni mese recensisce album di gruppi da tutto il mondo. Qui sono state recensite nuove band come Comets on Fire, Sunn O))) e altre più vecchie risvegliandone l'interesse (Sir Lord Baltimore, Blue Cheer, Les Rallizes Denudes, Tractor, i Groundhogs e Le Stelle di Mario Schifano). Fra gli italiani recensiti vi sono: Franco Battiato, Edible Woman, Samuel Katarro, Soho What, To the other side, Father Murphy, Inutili. Attualmente Cope è considerato uno dei maggiori blogger anglosassoni in campo musicale.

#### Archeologia ed antiquariato
Nel 1998 pubblica The Modern Antiquarian, libro sui monumenti preistorici della Britannia. Il libro ottiene ottime recensioni ed anche un buon successo di vendita, per cui la BBC farà un documentario a proposito.
The Megalithic European del 2004 allarga gli orizzonti del precedente all'Europa.

#### Narrativa
Nel 2014 pubblica per Faber and Faber One Three One (A Time-Shifting Gnostic Hooligan Road Novel), romanzo che prende il titolo dall'omonima strada statale in Sardegna. Il romanzo è stato tradotto in italiano col titolo Uno tre uno (viaggio hooligan gnostico sulle strade della Sardegna e del tempo).

## Discografia
- 1984 World Shut Your Mouth
- 1984 Fried
- 1987 Saint Julian
- 1988 My Nation Underground
- 1989 Skellington
- 1990 Droolian
- 1991 Peggy Suicide
- 1991 Peggy Suicide Radio Sessions (Giappone)
- 1992 Jehovahkill
- 1993 Rite
- 1993 Skellington 2 - Ye Skellington Chronicles
- 1993 Floored Genius 2
- 1994 Autogeddon
- 1995 20 Mothers
- 1996 Interpreter
- 1997 Rite 2
- 1997 The Followers Of Saint Julian
- 1999 Leper Skin - An Introduction To Julian Cope
- 1999 Odin
- 2000 Floored Genius 3
- 2000 An Audience With the Cope 2000/2001
- 2001 Discover Odin
- 2002 Rite Now
- 2003 Rome Wasn't Burned In A Day
- 2004 Live Japan '91
- 2005 Citizen Cain'd
- 2005 Dark Orgasm
- 2006 Rite Bastard
- 2007 You Gotta Problem With Me
- 2008 Black Sheep
- 2009 Julian Cope Presents The Unruly Imagination
- 2009 Floored Genius 4
- 2011 The Jehovacoat Demos
- 2012 Psychedelic Revolution
- 2013 Revolutionary Suicide
- 2015 Trip Advizer
- 2020 Self Civil War
- 2022 England Expectorates

## Pubblicazioni in Italiano
- Julian Cope, Head On/Repossessed, Lain Editore, 2005.
- Julian Cope, Krautrocksampler. Guida personale alla Grande Musica Cosmica dal 1968 in poi, a cura di L. Fusari, Fazi Editore, 2006.
- Julian Cope, Japrocksampler, Arcana Editore, 2008.